# Il giuramento dei quattro
Il giuramento dei quattro (Four Men and a Prayer) è un film del 1938 diretto da John Ford.

## Trama
Dopo essere stato congedato con infamia, l'alto ufficiale britannico Loring Leigh, viene trovato morto nella sua casa di campagna, apparentemente suicida.
È compito dei quattro figli, con l'aiuto di una giovane statunitense, figlia di un trafficante d'armi, restituire al padre l'onore perduto, al termine di una ricerca che, tra rivoluzioni e insidie di vario genere, li porta in America del Sud, Estremo Oriente ed Egitto.

## Produzione
Il film fu prodotto dalla Twentieth Century Fox Film Corporation.

## Distribuzione
Distribuito dalla Twentieth Century Fox Film Corporation, il film uscì nelle sale cinematografiche statunitensi il 9 aprile 1938 con il titolo Four Men and a Prayer.

## Critica
Film minore di John Ford, non amato dallo stesso regista, in cui affiorano i temi a lui cari della difesa dell'onore e dello spirito cameratesco.